# Echinocereus ×roetteri

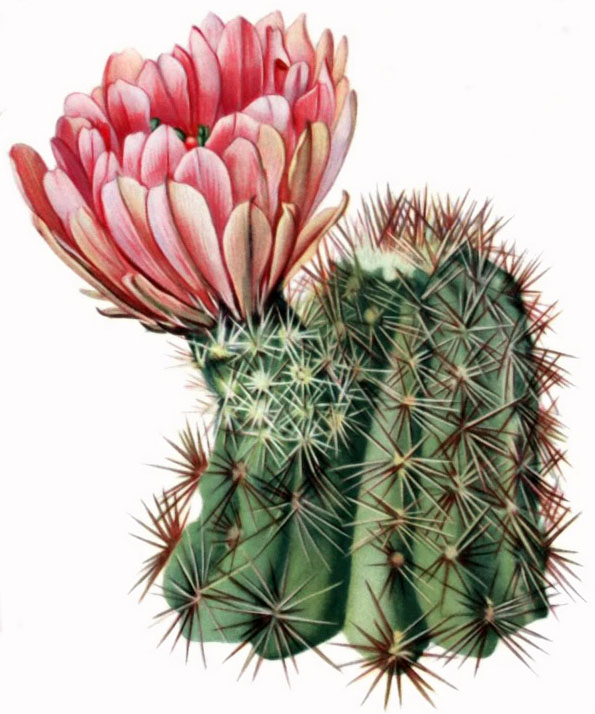
Illustration von Echinocereus ×roetteri

Echinocereus ×roetteri ist eine natürliche Arthybride in der Gattung Echinocereus aus der Familie der Kakteengewächse (Cactaceae). Ihre Eltern sind Echinocereus coccineus und Echinocereus dasyacanthus. Das Artepitheton roetteri ehrt den deutschamerikanischen Landschafts- und Pflanzenzeichner Paulus Roetter. Ein englischer Trivialname ist „Lloyd’s Hedgehog Cactus“.

## Beschreibung
Echinocereus ×roetteri wächst einzeln oder verzweigend und bildet dann Gruppen mit bis zu 20 und mehr Trieben. Die grünen zylindrischen Triebe sind 15 bis 20 Zentimeter lang und weisen Durchmesser von 8,5 bis 11 Zentimeter auf. Es sind elf bis 13 gehöckerte Rippen vorhanden. Die zwei bis sechs geraden, ausgebreiteten Mitteldornen sind rötlich. Sie weisen Längen von 1,2 bis 1,9 Zentimeter auf. Die elf bis 16 spreizenden, geraden, rötlich grauen Randdornen sind bis zu 1,5 Zentimeter lang.
Die breit trichterförmigen Blüten sind meist orangefarben, können jedoch in ihrer Farbe von rot bis rosafarben oder gelb variieren. Sie erscheinen in der Nähe der Triebspitzen, sind 5 bis 6 Zentimeter lang und erreichen Durchmesser von 4,5 bis 7 Zentimeter.

## Verbreitung und Systematik
Echinocereus ×roetteri ist in den Vereinigten Staaten in den Bundesstaaten New Mexico und Texas sowie im benachbarten Mexiko verbreitet.
Die Erstbeschreibung als Cereus roetteri durch George Engelmann wurde 1856 veröffentlicht. Karl Theodor Rümpler stellte die Art 1885 in die Gattung Echinocereus. A. Michael Powell, Allan D. Zimmerman und Richard A. Hilsenbeck erkannten 1991, dass es sich bei der Art um eine Naturhybride handelt.

## Nachweise